# Conceveiba hostmanii
Conceveiba hostmanii är en törelväxtart som beskrevs av George Bentham. Conceveiba hostmanii ingår i släktet Conceveiba och familjen törelväxter. Inga underarter finns listade i Catalogue of Life.